# Racisme in Amerika
Racisme in Amerika geeft een beeld van racisme in verschillende landen in Amerika. Van oudsher speelt zowel in Noord- als Zuid-Amerika racisme een rol waar het gaat om oorspronkelijke bewoners en nazaten van slaafgemaakten uit Afrika.

## Canada
In Canada werden, net zoals in Australië en in de VS eind 19e eeuw, Chinese migranten van overheidswege gediscrimineerd. Eind 20e eeuw werd in Canada de Chinese Canadian National Council opgericht ter bestrijding van discriminatie van Chinezen in Canada. In 2021 werd in Canada een vijftal massagraven ontdekt van oorspronkelijke bewoners van Canada bij zogenaamde heropvoedingsscholen residential schools die gefinancierd werden door de staat en beheerd door christelijke organisaties.

## Verenigde Staten

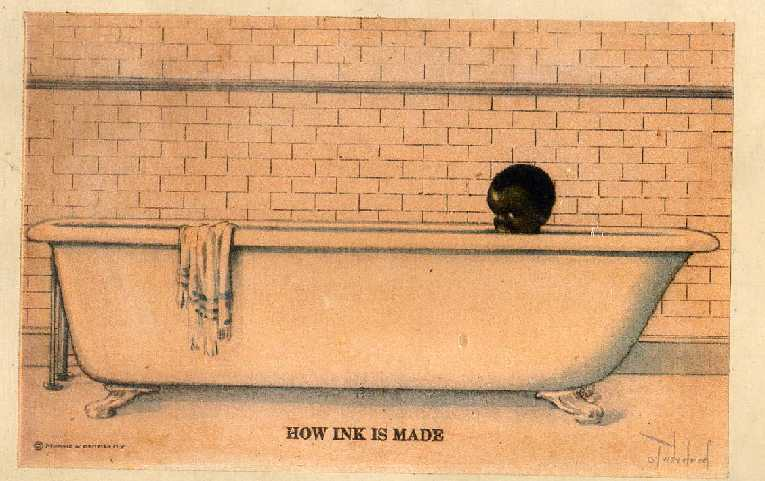
How ink is made, een humoristisch bedoelde Amerikaanse ansichtkaart rond 1900 die suggereert dat inkt gemaakt kan worden van het badwater van een zwart kind

In het zuiden van de Verenigde Staten had de zwarte bevolking minder burgerrechten dan de blanken. De Verenigde Staten kenden meerdere massale uitbraken van raciaal geweld, zoals bijvoorbeeld in Tulsa (1921) en in Los Angeles (1965). De Jim Crow-wetten uit 1880, die rassenscheiding oplegden, werden pas in 1964 afgeschaft. Hoewel de Verenigde Staten als etnische smeltkroes worden beschouwd, bestaat in veel streken nog veel latent (verborgen) racisme waarbij etnische groepen min of meer gescheiden leven. Gemengde relaties worden veroordeeld en komen zelfs in Amerikaanse televisieseries en films vrijwel niet voor.

## Guatemala
In de jaren 1980 werden tijdens de Guatemalteekse Genocide tienduizenden Maya's om het leven gebracht. De Guatemalteekse Burgeroorlog had niet alleen een economische en politiek-ideologische achtergrond maar ook een raciale achtergrond. In de 20e eeuw speelden vergelijkbare raciale conflicten in andere Midden-Amerikaanse landen, zoals bijvoorbeeld de burgeroorlog in El Salvador. 